# Kult (jeu vidéo)
Pour les articles homonymes, voir Kult.
 (juin 2019).
Si vous disposez d'ouvrages ou d'articles de référence ou si vous connaissez des sites web de qualité traitant du thème abordé ici, merci de compléter l'article en donnant les références utiles à sa vérifiabilité et en les liant à la section « Notes et références ».
Kult est un jeu vidéo d'aventure sorti en 1989 ; il fonctionne sur Amiga, Atari ST et DOS. Développé par Exxos, le jeu a été conçu par Arbeit Von Spacekraft (pseudonmye de Johan Robson), les graphismes étant réalisés par Michel Rho.

## Système de jeu
Le joueur incarne Raven, prisonnier des Protozorqs ; il doit réussir cinq épreuves pour être libéré. Cependant, Raven s'est volontairement fait faire prisonnier dans le seul but de délivrer son amie Saï Faï.
Naviguant de tableaux en tableaux au sein de la forteresse des Protozorqs, le joueur devra trouver un chemin pour parvenir à son but, plusieurs quêtes se profilant à son horizon.
Le jeu se déroule d'un point de vue subjectif le joueur utilisant un menu contextuel pour effectuer ses actions, tout en cliquant sur l'image 2D affichée et présentant une scène de la forteresse.